# Otmar Mácha
Otmar Mácha, född den 2 oktober 1922 i Mariánské Hory, död den 14 december 2006 i Prag, var en tjeckisk kompositör. 
Mácha studerade vid Prags konservatorium och var till 1948 elev till Jaroslav Řídký. Från 1947 till 1962 arbetade han som musikalisk direktor och regissör vid den tjeckoslovakiska radion i Prag. 
Därefter livnärde han sig som frilansande kompositör. År 1995 grundade han tillsammans med Zdeněk Lukáš, Sylvie Bodorová och Luboš Fišer kompositörsgruppen Quattro.
Han komponerade fem operor, två symfonier och två sinfoniettor, en symfonisk dikt, ett symfoniskt intermezzo, orkestervariationer, kammarmusikaliska verk, ett oratorium, tre kantater, pianostycken, körverk, filmmusik och sånger.